# ブラック・ユートピア
『ブラック・ユートピア』（Black Utopia）は、アメリカ合衆国のキーボーディスト、デレク・シェリニアンが2003年に発表した、ソロ名義では3作目のスタジオ・アルバム。

## 解説
ザック・ワイルド、アル・ディ・メオラ、スティーヴ・ルカサー、イングヴェイ・マルムスティーンといった速弾きギタリストを迎えて制作された。また、オジー・オズボーン・バンドのドラマーとして知られるブライアン・ティッシーが、一部の曲のソングライティングとリズムギターに貢献した。
「スター・サイクル」は、ヤン・ハマーがジェフ・ベックのアルバム『ゼア・アンド・バック』（1980年）に提供した曲のカヴァーで、本作ではスティーヴ・ルカサーがギターを担当した。このカヴァーは、2005年にドイツのレーベル「ESCレコード」から発売されたベックのトリビュート・アルバム『The Loner - A Tribute To Jeff Beck』にも収録されている。
「アクシス・オブ・イービル」はイングヴェイ・マルムスティーンとザック・ワイルドのツイン・ギターがフィーチャーされた曲で、シェリニアンは『ギター・ワールド』誌のインタビューにおいて「アメリカの速弾きとヨーロッパの速弾きを対比させたかった」「俺はザックがアメリカを代表するギタリスト、イングヴェイがヨーロッパを代表するギタリストだと思った」と語っている。また、ワイルドは同誌において「イングヴェイと同じトラックで演奏するなんて、とんでもない名誉だよ」とコメントしている。
2014年2月11日には、「イーグル・ロック」傘下のレーベルArmoury Recordsから再発CDが発売された。

## 収録曲
特記なき楽曲はデレク・シェリニアン作曲。
1. ザ・フューリー - "The Fury" - 0:51
2. ザ・サンズ・オブ・アニュー - "The Sons of Anu" (Derek Sherinian, Brian Tichy) - 7:09
  - I. For the Glory of Enki
  - II. Of the Ashes of Ur
  - III. Return of the Nephilim
3. ナイトメア・シネマ - "Nightmare Cinema" (D. Sherinian, B. Tichy) - 5:25
4. ストーニー・デイズ - "Stony Days" (D. Sherinian, Tony Franklin, Simon Phillips) - 6:16
5. スター・サイクル - "Starcycle" (Jan Hammer) - 5:04
6. アクシス・オブ・イービル - "Axis of Evil" (D. Sherinian, Eric Singer) - 6:09
7. ジプシー・モース - "Gypsy Moth" - 1:59
8. スイート・ラメント - "Sweet Lament" - 3:14
9. ブラック・ユートピア - "Black Utopia" (D. Sherinian, B. Tichy) - 8:50

### 日本盤ボーナス・トラック
1. トロージャン・ホース - "Trojan Horse (Demo)"

## 参加ミュージシャン
- デレク・シェリニアン - キーボード
- サイモン・フィリップス - ドラムス(on #2, #3, #4, #5, #6, #8, #9)
- イングヴェイ・マルムスティーン - ギター(on #1, #2, #6)
- アル・ディ・メオラ - ナイロン弦ギター(on #2, #7)、リードギター(on #2)
- ザック・ワイルド - ギター(on #3, #6, #9)
- スティーヴ・ルカサー - ギター(on #4, #5, #8)
- ブライアン・ティッシー - アディショナル・ギター(on #2, #6, #9)
- ジェリー・グッドマン - ヴァイオリン(on #2, #3, #6, #7, #8, #9)、エレクトリック・ヴァイオリン(on #2)
- ビリー・シーン - ベース(on #2, #6, #9)
- トニー・フランクリン - フレットレスベース(#1を除く全曲)
- マイク・シャピロ - パーカッション(on #7)